# Victoria (Chile)
Victoria es una ciudad y comuna de la zona sur de Chile ubicada en la Provincia de Malleco, Región de la Araucanía. Situada a 351 m s. n. m., es la segunda ciudad más poblada de dicha provincia y constituye el punto de entrada a la zona conocida como Araucanía Andina, con atractivos tales como el parque nacional Tolhuaca, las Termas de Tolhuaca, la Reserva Nacional de Malalcahuello y las comunas de Curacautín y Lonquimay. Tiene alrededor de 35 mil habitantes y posee un clima propio, muy frío en el invierno y muy caluroso durante el verano, debido a que en sus alrededores comienza el clima templado lluvioso del país.
Integra junto a las comunas de Angol, Collipulli, Curacautín, Ercilla, Lonquimay, Los Sauces, Lumaco, Purén, Renaico y Traiguén (de la Provincia de Malleco); Galvarino, Lautaro, Melipeuco, Perquenco y Vilcún (de la Provincia de Cautín); el Distrito Electoral N.º 22 que elige a cuatro diputados. Así mismo pertenece a la XI Circunscripción Senatorial que comprende a la Región de La Araucanía que cuenta con cinco escaños en el Senado.
El 2012 la comuna cuenta con una población que supera los 32 000 habitantes. La comuna cuenta además con otras localidades como Púa, Quino y Selva Oscura.
Victoria cuenta con una Oficina de Reclutamiento, el Cantón "Victoria" el cual ejerce jurisdicion en las comunas de Victoria, Lonquimay, Curacautin y Perquenco además de atender el Cantón "Traiguen" que incluye a las comunas de Traiguen, Lumaco, Y Galvarino. La oficina cantonal de Victoria entrega contingente al Regimiento Logístico N.º 3 Victoria el cual brinda un importante apoyo a la comunidad ante catástrofes y estados de emergencia.
Aquí también se encuentra una sede universitaria de la Universidad Arturo Prat.

## Historia
En el monte elevado llamado Quilquilco, habitaron los mapuches desde tiempos remotos,  El tema del verdadero fundador de la ciudad es polémico y aún no está zanjado. El fuerte Victoria (actual ciudad de Victoria) habría sido fundado por el sargento mayor Bernardo Muñoz Vargas el 28 de marzo de 1881, según una versión, mientras que existe otra que postula que el fundador fue el coronel Gregorio Urrutia Venegas. Un plano de 1870 ya daba cuenta del nombre Púa, apareciendo como aguada de Púa, ubicada entre la aguada del Salto y el estero de Perquenco.
El fuerte Victoria debe su nombre a los "triunfos en la Guerra del Pacífico", parte del contingente militar fundador había participado en el mencionado conflicto. Hoy descansan en el actual cementerio de la ciudad los cuerpos de siete excombatientes de aquella Guerra.
El plano de la ciudad está trazado en damero, con calles rectilíneas. Las orientadas de norte a sur recuerdan batallas de la Guerra del Pacífico, mientras que las de oriente a poniente rememoran a los militares destacados en aquel conflicto.

### La ciudad en elsigloXIX
Los primeros colonos suizos llegaron a Victoria en 1883; antes, durante la Conquista, lo habían hecho solo los españoles.
El comienzo de la ciudad fue muy pobre, solo unos cuantos ranchos, poco comercio, sobre todo para la guarnición del fuerte, y algunas calles con soleras de madera, fue todo lo que era Victoria por 1881.
El comandante de la plaza y fundador, don Bernardo Muñoz Vargas, Sargento Mayor de las Guardias Nacionales en 1883, realizó algunos adelantos en el plano regulador urbano, en cuanto a desmontes, abrir calles, y colocar un puente de madera sobre el río Traiguén.
Los primeros comerciantes hicieron su agosto al vender muy caros sus productos, todo lo que se justificaba para la época por lo difícil de las comunicaciones.
Como parte del proceso de la colonización europea de la Araucanía, iniciado por el gobierno chileno a partir de 1883, entre los primeros extranjeros se cuentan algunos Suizos y alemanes que establecieron un molino y una fábrica de cerveza a orillas del Traiguén; otros chilenos explotaron la madera de la extensa selva virgen creando algunos aserraderos.

### Una población cosmopolita

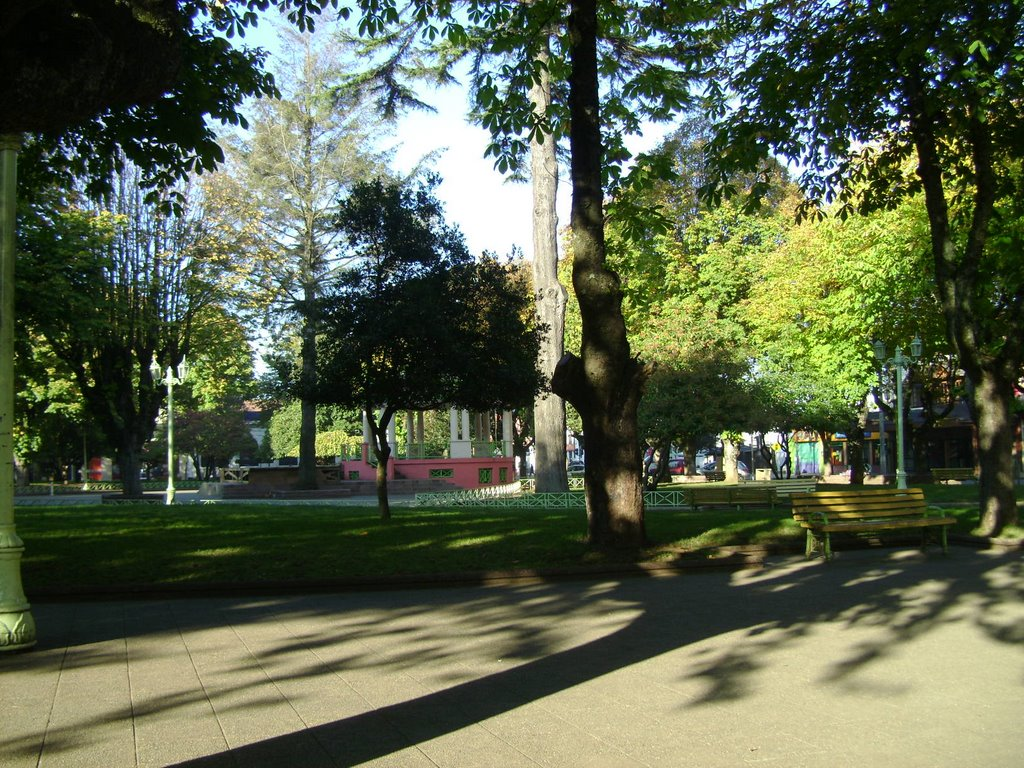
Plaza de Victoria

El emplazamiento de Victoria estaba ubicado en plena selva, de lo que uno puede darse cuenta, según los cronistas de la época, por los enormes troncos enterrados a un metro del suelo. Los monumentos más notables son la casa del subdelegado o Alcalde que además tiene una ferretería del cinc; la casa del capitán de los policías, siempre vigilada por dos centinelas, impenitentes fumadores; la casa habitación de «monsieur» Letrange, chalet de dos pisos de apariencia muy confortable y lujosa.
En la plaza se encuentra el «Hotel Alemán» del hotelero Sr. Niedmann y la «Casa Francesa», del vasco Pedro Tihista; la plaza es solo una explanada para que corran los jinetes de todas las razas.
En lo exterior la ciudad está despoblada, con enormes extensiones vacías o pobladas de enormes árboles.
Las calles son paralelas unas a otras o formando una perpendicular, sus bloques son de 100 metros por lado, cada uno está dividido en «8 sitios» o parcelas de 25 metros por 50 metros. Su adjudicación es gratuita con la obligación de cerrarlas y construir sus casas.

### El bandolaje
Debido a la construcción del ferrocarril aumentó la delincuencia y el bandolaje, pues muchos de sus obreros eran expresidiarios, criminales, etc., estos, después de las faenas, acechaban muy especialmente a los colonos por creer, ingenuamente, que estaban saturados de dinero, lo que no era efectivo. Hasta antes de 1900 habían cometido más de 20 fechorías, entre robos, asaltos, crímenes, etc.
Los inmigrantes recelosos de los «extraños» daban la comida en el exterior o al menos en el patio mientras sus miembros, especialmente mujeres y niños, se encerraban en piezas interiores bien protegidas; llegaron muchas veces a desvalijar casas enteras robando desde los servicios hasta los arreos y monturas. Para afrontar el bandolaje se nombró como jefe de policía a Hernán Trizano, quien los hacía huir para luego matarlos a sangre fría por la espalda; con este método cruel y brutal pudo disminuir la delincuencia.

### Las nacionalidades de los colonos
Siendo un pequeño pueblo de la Frontera, recibió el impulso de muchas familias que llegaron a colonizar esta zona, provenientes especialmente de Suiza, Alemania, Francia, Palestina y España, entre otras nacionalidades.
Hacia la década de 1890 están establecidos en Victoria 6.894 colonos, suma que se desglosa en: 2.599 suizos, 2.703 franceses, 1.082 ingleses, 339 españoles, 65 rusos, 54 belgas, 48 italianos, 4 norteamericanos.
Las cartas de los inmigrantes suizos a sus parientes en Europa reflejan toda suerte de contradicciones; algunos están satisfechos; otros en cambio se quejan por falta de asistencia. Por este motivo visitó las colonias en Chile el Pastor François Grin de Corcelles el año 1887, vino en misión de convivencia y paz y conviviendo con los colonos logró darles nuevas esperanzas en su nueva patria; en su obra «Nous Compatriotes au Chili» describe el «Jardín del Sur», como llamó a la senda entre Concepción y Angol.
|                                           |
| Sociedad Suiza de Beneficencia, Victoria. |

|                                     |
| Placa Cementerio Suizo de Victoria. |

### Terremoto de Chile de 2010
Pese a que el terremoto del 27 de febrero alcanzó una magnitud de 8,3° en Victoria, solo se produjeron unos pocos derrumbes y algunas grietas en la ciudad. Sin embargo, luego del terremoto, la población sufrió la falta de energía eléctrica durante todo el día sábado 27 de febrero de 2010, restituyéndose al día siguiente, pasado el mediodía.

## Medio ambiente

### Geografía

Trazado simplificado de los ecosistemas y cuerpos de agua presentes en la comuna de Victoria.

La comuna de Victoria se encuentra emplazada en las unidades geomorfológicas de Llano central con morrenas y conos y Precordillera; y presenta según la clasificación climática de Köppen clima mediterráneo de lluvia invernal (Csb), clima mediterráneo de lluvia invernal de altura (Csb (h)) y clima templado lluvioso con leve sequedad estival (Cfb (s)). Esta además se halla entre las cuencas hidrográficas de río Biobío y río Imperial. Además, la comuna posee diversos cuerpos de agua, entre los que se destacan el río Cautín, río Malleco, río Niblinto, río Quillen, río Quino y río Traiguén.

### Componentes bióticos
Dentro del territorio de la comuna se pueden hallar los siguientes ecosistemas:
- Bosque caducifolio mediterráneo donde predominan Nothofagus obliqua y Persea lingue (En peligro crítico)
- Bosque caducifolio templado andino donde predominan Nothofagus alpina y Dasyphyllum diacanthoides (En peligro)
- Bosque caducifolio templado andino donde predominan Nothofagus alpina y Nothofagus dombeyi (Vulnerable)

### Medidas de protección ambiental y conflictos socioambientales
Hasta 2022, la comuna de Victoria cuenta con las siguientes zonas que poseen algún nivel de protección ambiental:
- Araucarias (Reserva Biósfera)[13]
- Cerro Adencul (Sitios Ley 19.300)[14]
- Hijuela B María Ester (Andacul) (Iniciativa de Conservación Privada)[15]
- Parque Nacional Tolhuaca (Parque Nacional)
- Reserva Forestal Malleco (Reserva Forestal)[16]

## Administración

### Municipalidad
La Municipalidad de Victoria para el periodo 2021-2024 es dirigida por el alcalde Javier Alejandro Jaramillo Soto (Independiente - Candidatura Independiente) y el concejo municipal conformado por los concejales:
- Henry Rodrigo Canales Aguilera (Unión Demócrata Independiente)
- Denisse Dufey Cerda (IND - Dignidad Ahora)
- Luis Felipe Vidal Ibáñez (IND - Dignidad Ahora)
- Paulo César Miranda Araneda (Partido Radical de Chile)
- Patricio Garrido Saavedra (Partido Socialista de Chile)
- Carlos Alfredo Romero Urrutia (Partido Demócrata Cristiano)

### Representación parlamentaria
Victoria forma parte de la Circunscripción Senatorial XI y del Distrito Electoral 22. Es representada en la Cámara de Diputados del Congreso Nacional por los siguientes diputados:
- Jorge Rathgeb Schifferli (Renovación Nacional)
- Juan Carlos Beltrán Silva (Renovación Nacional)
- Jorge Saffirio Espinoza (Partido Demócrata Cristiano)
- Gloria Naveillán Arriagada (Partido Republicano de Chile)

En el Senado, la representan:
- Felipe Kast Sommerhoff (Evópoli)
- Francisco Huenchumilla Jaramillo (PDC)
- Jaime Quintana Leal (PPD)
- José García Ruminot (RN)
- Carmen Gloria Aravena Acuña (Evópoli)

## Economía
En 2018, la cantidad de empresas registradas en Victoria fue de 582. El Índice de Complejidad Económica (ECI) en el mismo año fue de 0,05, mientras que las actividades económicas con mayor índice de Ventaja Comparativa Revelada (RCA) fueron Cría de Porcinos (131,75), Cultivo Forrajeros en Praderas Mejoradas o Sembradas (45,42) y Cría de Ganado para Producción de Carne o Ganado Reproductor (37,38).

## Cultura
Victoria es una ciudad que se destaca no solo por su infraestructura turística, sino también por su rol como puerta de entrada a la Araucanía Andina. La ciudad ofrece un vibrante centro cultural, el Centro Cultural Waldo Orellana Jara, que se ha convertido en el principal punto de encuentro para las actividades artísticas y culturales de la ciudad. Este espacio acoge eventos que reúnen a la comunidad y a los turistas, especialmente durante el verano.
Además, Victoria es un lugar con una rica historia y una estrecha conexión con la cultura Mapuche. A través de los alrededores de la ciudad y en los pueblos cercanos como Curacautín, los visitantes pueden conocer la cultura, las costumbres y las tradiciones del pueblo mapuche, además de su artesanía y medicina natural. La relación de la ciudad con el entorno natural y cultural se refleja en los numerosos eventos y actividades que se organizan, incluyendo trekking, senderismo y cabalgatas, que permiten a los turistas entrar en contacto con la riqueza cultural de la región.

### Termas y parques naturales
La zona que rodea a Victoria es también famosa por sus termas, siendo las más destacadas las Termas de Manzanar, las Termas de Tolhuaca y las Termas de Río Blanco, cercanas al Volcán Llaima. Estos baños termales son un destino popular para quienes buscan relajación y bienestar en un entorno natural.

## Lugares de interés

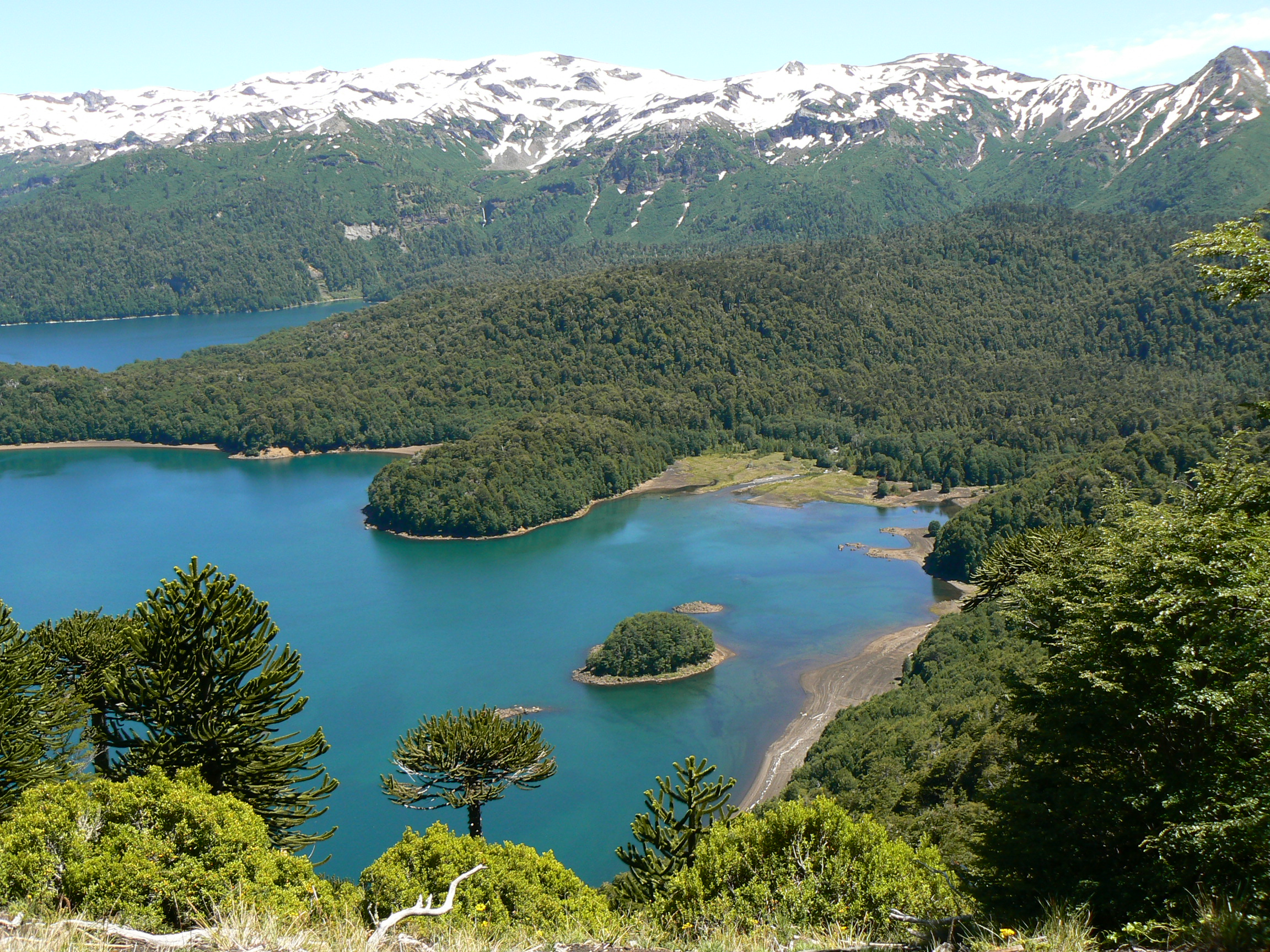
Parque nacional Conguillío.

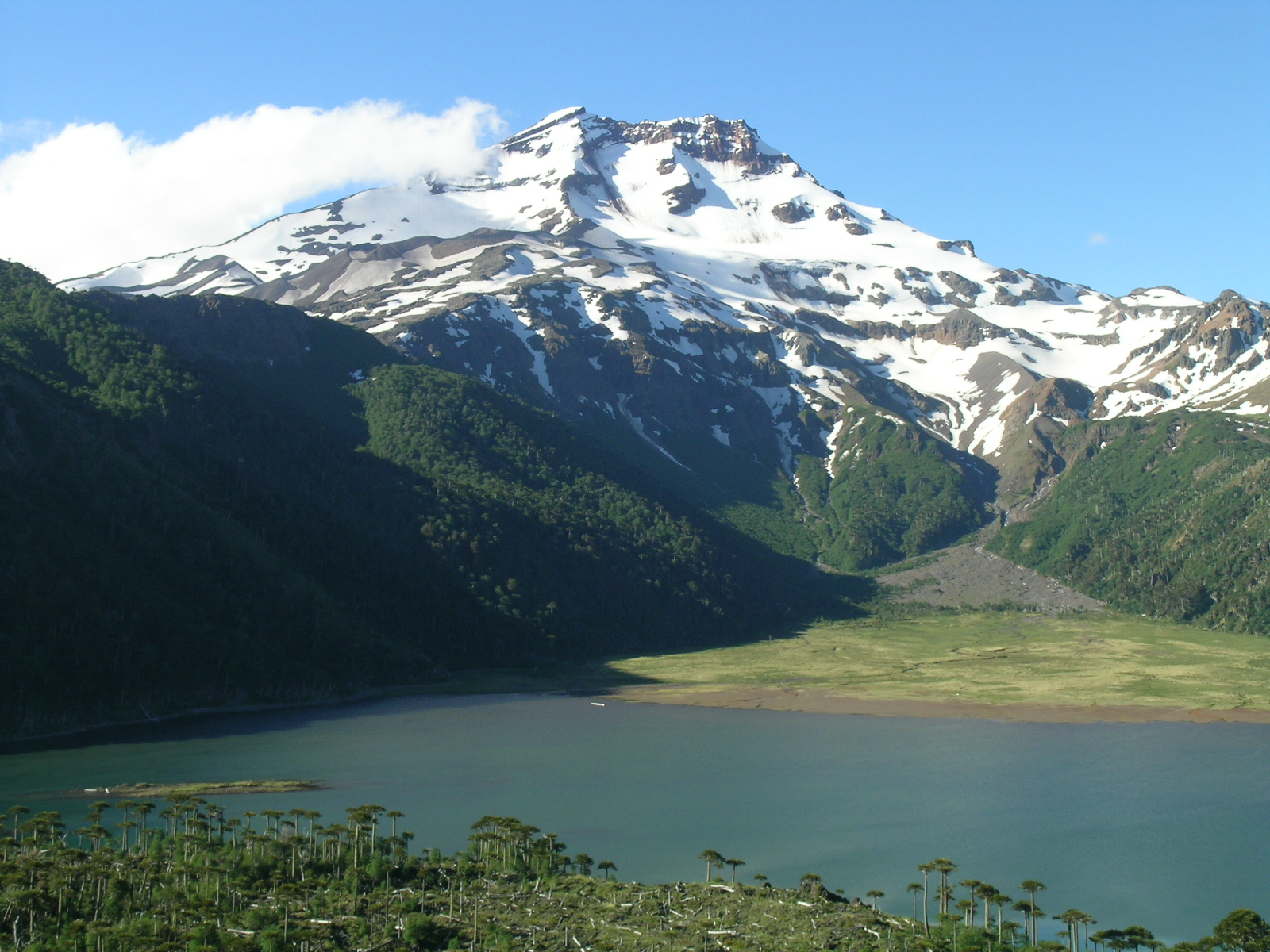
Volcán Tolhuaca y Laguna Blanca.

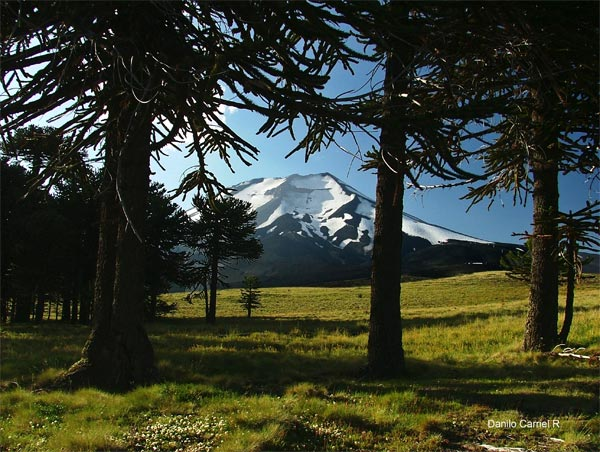
Volcán Lonquimay.

Victoria es conocida por ser el punto de partida para explorar algunos de los paisajes más impresionantes de la Araucanía. Desde la ciudad se pueden apreciar majestuosos volcanes como el Tolhuaca, Lonquimay, Sierra Nevada y Llaima, que se levantan sobre la cordillera de los Andes como centinelas nevados.

### Parque Nacional Conguillío y otros parques naturales
Victoria es la puerta de entrada a una gran cantidad de parques nacionales. El Parque Nacional Conguillío es uno de los más destacados, famoso por el imponente Volcán Llaima y el hermoso Lago Conguillío. Este parque ofrece oportunidades para el senderismo, la observación de fauna, y la apreciación de la flora autóctona, como las milenarias Araucarias, algunas de las cuales tienen más de 1.500 años.
En la zona también se encuentran el Parque Nacional Tolhuaca y la Reserva Nacional Malleco, donde los visitantes pueden explorar la vasta selva de flora y fauna autóctona. Hacia el sur, el Parque Nacional de las Nalcas y la Reserva Nacional Malalcahuello ofrecen rutas de trekking que atraviesan ríos como el Cautín y el Vilicura, mientras que más al norte, la Reserva Nacional China Muerta y la Reserva Nacional Alto Bío Bío completan la impresionante oferta natural.

### Volcanes y lagunas
Entre los atractivos más impresionantes de la zona están los volcanes Lonquimay, Tolhuaca y Navidad, cuyas cumbres nevadas dominan el horizonte. Estos volcanes ofrecen lugares ideales para la práctica de deportes de invierno, incluyendo esquí y snowboard en sus faldeos.
Las lagunas Icalma y Galletué son otros de los destinos naturales más destacados. Estas lagunas son famosas no solo por su belleza, sino también porque en sus alrededores nace el imponente Río Bío Bío, que serpentea a través de la región antes de desembocar en el océano Pacífico, en la ciudad de Concepción.

### Otros atractivos naturales
La región de Victoria también cuenta con otros sitios de interés natural, como el Río Quino y su ribera, que ofrece campings gestionados por la comunidad mapuche Queipul. Además, los visitantes pueden explorar los paisajes del Parque Nacional Tolhuaca, con sus selvas de araucarias, bosques nativos y la impresionante fauna local, que incluye especies como el puma, el pudú y el cóndor. Para los más aventureros, la zona es ideal para actividades como el rafting, las cabalgatas y la escalada.
Victoria es el punto de partida perfecto para explorar estos paisajes, con una infraestructura turística que incluye hosterías, hoteles, centros comerciales, y todo lo necesario para una experiencia completa en la Araucanía Andina.

## Transporte

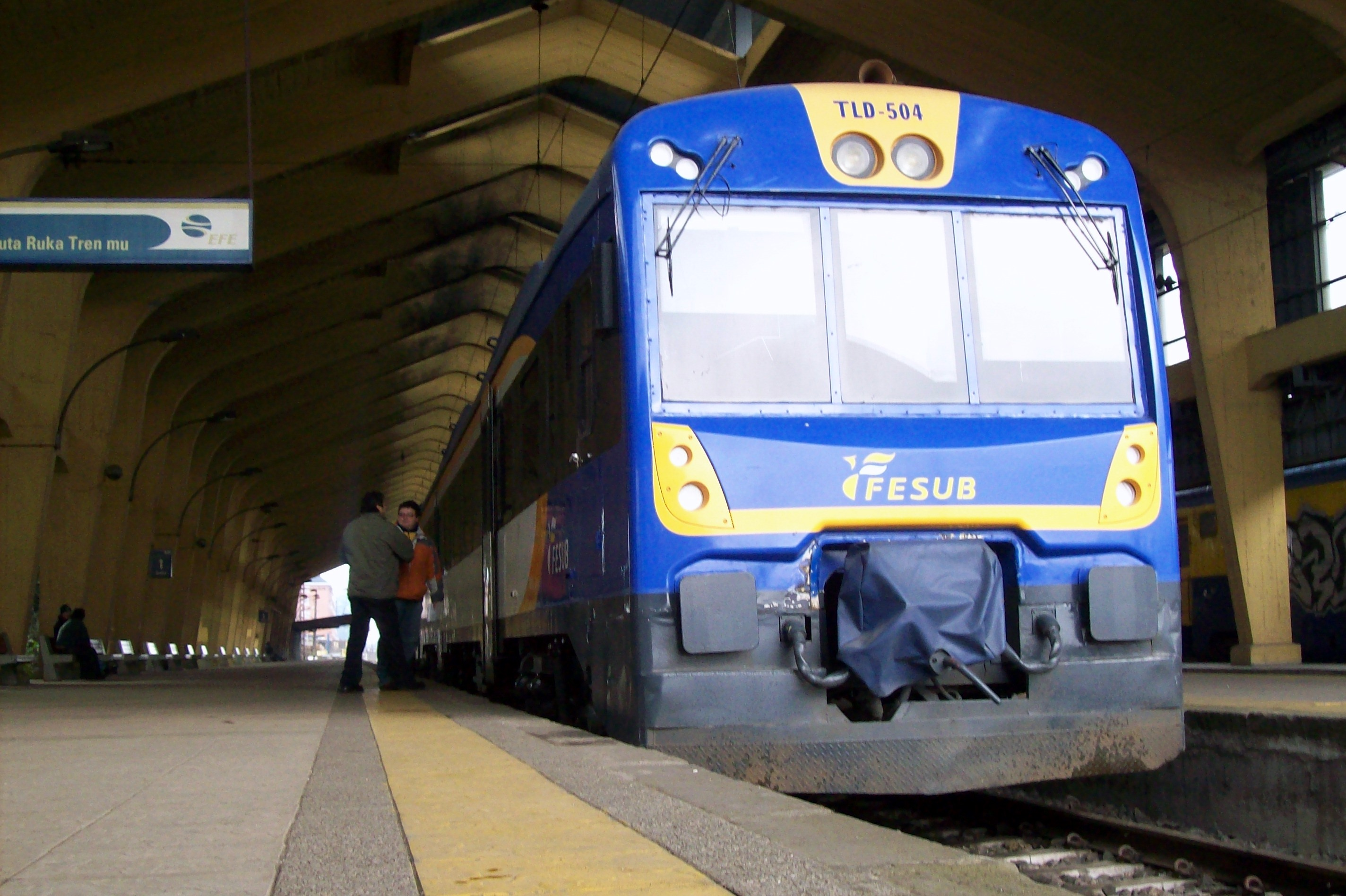
TLD-504 en Temuco.

### Terminales de buses
Victoria cuenta con 2 terminales de buses:
- Terminal rural: Pisagua frente estación de tren
- Buses Bio Bio: Avenida Arturo Prat 1180 operan Buses Bio Bio - Buses JAC - Tur Bus.
- Ex Terminal Tur Bus ahora Agencia de Carga Starken : Avenida Arturo Prat 1007

Desde los 3 terminales salen buses con destinos a Santiago, Viña del Mar, Valparaíso, Concepción, Los Ángeles, Talca, Curicó, Chillán, Angol, Curacautín, Temuco, Puerto Montt, entre otras ciudades y también salidas diarias a todas las comunas rurales de la provincia de Malleco.

### Tren Victoria - Temuco
A través de una estación de trenes homónima, existe un servicio ferroviario llamado Regional Victoria-Temuco que es una conexión entre ambas ciudades, que nace como Victoria-Puerto Montt, pero la alta demanda interurbana de la Araucanía generó una independencia en 2007 del recorrido Victoria-Temuco, mediante la adquisición de un ferrocarril español TLD-500, que transporta pasajeros diariamente entre estas ciudades, con subestaciones Victoria, Púa, Perquenco, Quillén, Lautaro, Lautaro Centro, Pillalelbún y Temuco. El tren tiene costos diferidos por cada estación.
Al menos hasta inicios de 2019 el servicio tenía una extensión de 65 kilómetros con 6 servicios diarios.

## Medios de comunicación

### Radioemisoras
FM
- 89.1 MHz Radio Mirador
- 90.1 MHz Radio Armonía
- 92.9 MHz Radio Mirador (Ercilla)
- 94.5 MHz Radio Victoria
- 96.1 MHz Supersónika
- 97.7 MHz Radio Malleco
- 98.1 MHz Radio Inolvidable
- 99.1 MHz Radio Los Colonos
- 102.9 MHz Radio Universal (Ercilla)
- 103.3 MHz Radio Sureña
- 103.7 MHz Radio Edelweiss
- 104.1 MHz Radio Nuevo Tiempo
- 105.1 MHz Radio Copihue
- 105.5 MHz Radio Corporación
- 106.1 MHz Radio Universal

AM
- 1490 kHz  Radio La Señal

### Televisión
TDT
- 3.1 - TVN HD
- 3.2 - NTV
- 8.1 - Chilevisión HD
- 8.2 - UChile TV
- 10.1 - Canal 13 HD
- 10.2 - T13 En Vivo

Por cable
- 68 - RTV12 (VTR)
- 755 - Voz Populi TV (Mundo)

Además existe el diario local Las Noticias, fundado el 16 de julio de 1910, y la revista electrónica Somos9.

## Deportes

### Fútbol
La comuna de Victoria ha tenido a dos clubes participando en los Campeonatos Nacionales de Fútbol en Chile.
- Deportes Victoria.
- Unión Deportiva Ferroviarios (Tercera División 2000-2001).